# Gorbothorax conicus
Gorbothorax conicus är en spindelart som beskrevs av Andrei V. Tanasevitch 1998. Gorbothorax conicus ingår i släktet Gorbothorax och familjen täckvävarspindlar.
Artens utbredningsområde är Nepal. Inga underarter finns listade i Catalogue of Life.